# Eurema floricola
Eurema floricola is een vlindersoort uit de familie van de Pieridae (witjes), onderfamilie Coliadinae.
Eurema floricola werd in 1833 beschreven door Boisduval.